# Sztruga község
Sztruga község (macedónul Струга) alapfokú közigazgatási egység, azaz község Észak-Macedóniában, székhelye az azonos nevű Sztruga.

## Népesség
Sztruga községnek 2002-ben 63 376 lakosa volt, melyből 36 029 albán (56,8%), 20 336 macedón (32,1%), 3 628 török (5,7%), 656 vlach, 2 717 egyéb.

## A községhez tartozó települések
- Sztruga
- Bezovo,
- Bidzsevo,
- Bogojci,
- Boroec,
- Brcsevo,
- Burinec,
- Velesta,
- Visni,
- Vraniste (Sztruga),
- Globocsica (Sztruga),
- Gorna Belica,
- Gorno Tatesi,
- Delogozsdi,
- Dobovjani,
- Dolna Belica,
- Dolno Tatesi,
- Draszlajca,
- Drenok (Sztruga),
- Zagracsani,
- Zbazsdi,
- Jablanica (Sztruga),
- Kalista,
- Korosista,
- Labunista,
- Lakaica,
- Livada (Sztruga),
- Lozsani,
- Lokov,
- Lukovo (Sztruga),
- Mali Vlaj,
- Miszlesevo,
- Miszlodezsda,
- Modrics,
- Moroista,
- Nerezi (Sztruga),
- Novo Szelo (Sztruga),
- Oktiszi,
- Piszkupstina,
- Podgorci (Sztruga),
- Poum,
- Priszovjani,
- Rzsanovo,
- Radozsda,
- Radolista,
- Szelci (Sztruga),
- Tasmarunista,
- Toszka (Sztruga),
- Frangovo,
- Dzsepin,
- Sum (Sztruga).